# 聖佩德羅省 (巴拉圭)
聖佩德羅省 （San Pedro）是巴拉圭的一個省，位於該國中部、巴拉圭河以東。面積 22,002平方公里，2002年人口 318,787人。首府聖佩德羅。
下分17縣。